# ۳۶۰ (قمری)
۳۶۰ (قمری)، سیصد و شصتمین سال در گاهشماری هجری قمری است. اول محرم این سال برابر با نهم نوامبر سال ۹۷۰ میلادی است.

## زادگان
- سلطان محمود غزنوی از فرمانروایان حکومت غزنویان